# Ludwig Angerer
Ludwig Angerer, né le 15 août 1837 à Malacky et mort le 12 mai 1879 à Vienne, est un photographe austro-hongrois de langue allemande.

## Biographie
Ludwig Angerer naît le 15 août 1837 à Malacky (actuelle Slovaquie) dans une famille de langue allemande. Il a pour frères Victor Angerer et August Angerer. Au début des années 1850, il étudie à l'université Loránd-Eötvös pour devenir pharmacien. Il devient alors pharmacien dans l'armée ou à la pharmacie impériale de Donauländern.  
Lors de son service militaire pendant la guerre de Crimée, ses photographies amateur de divers paysages (Campagne valaque, Danube, Bucarest) lui font changer de vocation. Il se rend à Vienne en 1857 et ouvre un atelier de photographie spécialisé dans le portrait. Il attire vite une clientèle d'aristocrates fortunés (il photographie à de nombreuses reprises la famille impériale et des célébrités venues de toute l'Europe). Il travaille en collaboration avec l'entreprise Voigtländer. À partir de 1864, il est membre du comité de la Société photographique de Vienne et il est membre de la société française de photographie de 1861 à 1879. Il change d'atelier en 1867 et il y est rejoint par son frère Viktor en 1872 (l'atelier est nommé L&V Angerer).  
Un an plus tard, la santé de Ludwig se dégrade et il lègue le studio à Victor. Il meurt en 1879. Son fils et sa fille travailleront pendant quelques années dans l'atelier familial . 

## Publications
- Recueil - Œuvre de Ludwig Angerer - Photos-cartes
- Recueil - Oeuvre de Ludwig Angerer - Photos-cartes de visite
- Recueil - Portraits de souverains et d'hommes d'État européens (1860)